# Бенн, Тони
Э́нтони Нил Ве́джвуд «То́ни» Бенн (англ. Anthony Neil Wedgwood "Tony" Benn; 3 апреля 1925, Марилебон — 14 марта 2014, Лондон), между 1960 и 1963 годами — 2-й виконт Стэнсгейт (англ. 2nd Viscount Stansgate), — британский левый политический деятель, многолетний депутат парламента и член кабинета министров Великобритании, президент политической коалиции Stop the War.
На протяжении своей политической карьеры Тони Бенн сменил несколько министерских постов. В годы правления лейбористов (1964—1970) он служил сначала министром почты (главным почтмейстером почтового отделения Соединённого Королевства) в 1964—1966 гг. (при его министерском правлении завершилась постройка лондонской BT Tower), а затем — министром технологии в 1966—1970 гг. В период, когда Лейбористская партия проиграла выборы и ушла в оппозицию, он с 1971 по 1972 был её председателем. При лейбористском правительстве 1974—1979 возвратился в Кабинет, сначала став министром промышленности (1974—1975), а позже — министром энергетики (1975—1979).
Непревзойдённый оратор и полемист, Бенн придерживался марксистских взглядов и находился на левом фланге Лейбористской партии. Во время нахождения лейбористов в оппозиции в течение 1980-х, даже появился термин «Bennite» (термин, никогда фактически не использовавшийся Бенном), которым стали пользоваться в Великобритании для обозначения кого-то более леворадикального, чем средний английский лейборист или социал-демократ. Согласно историку Альвину В. Тернеру, Бенн «появлялся в течение 1970-х как самый убедительный и харизматический лидер левых в течение двух десятилетий, очаровательный, забавный и страстный, столь же искусный в телевизионной студии, как и на массовых митингах».
Бенн, второй по сроку службы (только после Джона Паркера) член парламента Англии от Лейбористской партии, и в нескольких опросах до сих пор называется одним из самых популярных политических деятелей в Великобритании. Он был описан как «один из немногих британских политических деятелей, который стал даже более левым после многих лет министерского поста.»
После ухода из парламента, Бенн стал в основном заниматься массовой политикой, демонстрациями, митингами и выступлениями в прессе, и все меньше обращать внимания на официальную политику Англии. Тони Бенн активно выступал против участия Великобритании в войнах в Ираке и Афганистане, участвовал в протестах, а также был непримиримым критиком правительства, возглавляемого экс-премьером Тони Блэром. С 1970-х годов практиковал вегетарианство.

## Биография

### Молодые годы и семья
Родился в Лондоне 3 апреля 1925 года. Его дед по отцовской линии — Сэр Джон Уильямс Бенн 1-й Баронет. Его отец, Уильям Ведгвуд Бенн, был членом парламента от Либеральной партии, но позже вступил в Лейбористскою партию. Он был назначен Министром Индии в 1929 году, занимая этот пост до 1931 года. После он получил место в Палате лордов. В 1945—1946 годах был Министром Авиации.
Оба его деда, Джон Уильямс Бенн (основавший семейное издательство) и Даниэль Холмс, были также членами парламента от Либеральной партии. Таким образом, контакт Бенна с политиками и будущими политиками начался с самых ранних лет, как результат высокого статуса его семьи; он встретился с Джеймсом Рэмсеем Макдоналдом, когда ему было пять лет, с Дэвидом Ллойдом Джорджем, когда ему было двенадцать лет, и с Махатмой Ганди в 1931 году, когда его отец был Министром Индии.
Мать Бенна, Маргарет Бенн (в девичестве Холмс) (1897—1991), была теологом и феминисткой. Она была членом организации «League of the Church Militant», организации-предшественнице «Движения за Рукоположение Женщин» — в 1925 году она была раскритикована Рэндаллом Томасом Дэвидсоном, тогдашним Архиепископом Кентерберийским, который не поддерживал рукоположения женщин. Религиозные идеи матери оказали глубокое влияние на Бенна, поскольку она учила его, что в библейской истории одна из главных тем — борьба между пророками и царями («королями» (англ. kings) в английском переводе Библии) и что он должен в своей жизни поддерживать пророков, а не королей, у которых только власть, тогда как за пророками справедливость.
Тони встретился с Кэролайн Миддлтон Де Камп (Caroline Middleton DeCamp) (род. 13 октября 1926, Цинциннати, Огайо, США) на чаепитии в Вустерском Колледже в 1949 году, и девять дней спустя он сделал ей предложение на скамейке в парке. Позже, он купил эту скамью у Оксфордского Муниципалитета и установил её в саду их дома. У Тони и Кэролайн было четыре ребёнка — Стивен, Хилари, Мелисса и Джошуа, и десять внуков. Кэролайн Бенн умерла от рака 22 ноября 2000 года, в возрасте 74 лет, она была видным специалистом по образованию.
В июле 1943 года Бенн вступил в Воздушные Силы Великобритании.

### Член парламента
После участия во второй мировой войне в качестве пилота Королевских военно-воздушных сил Бенн работал продюсером на Радио Би-би-си. Для того, чтобы иметь право быть избранным в нижнюю палату парламента, Бенн отказался от аристократического титула. 1 ноября 1950 года он был неожиданно принят в кандидаты от Лейбористской партии, и в возрасте 25 лет был успешно избран в палату общин парламента Великобритании. Бенн стал самым молодым членом парламента, но пробыл таковым только в течение одного дня, так как Томас Тивэн, кто был моложе его на два года, принял клятву депутата день спустя. Он снова стал самым молодым депутатом в 1951 году, когда Тивэна не переизбрали. В 1950-х, Бенн придерживался очень умеренных левых или просто центристских взглядов.

#### Движение влево
К концу 1970-х Бенн перешёл к левой группе в Лейбористской партии. Он приписывал это изменение своему опыту работы в кабинете министров при лейбористском правительстве в 1964—1970 годах. Бенн написал:

Как министр, я ощутил власть промышленников и банкиров в моменты, когда они пробивали себе путь при помощи самых открытых форм экономического давления, даже шантажа, в отношении лейбористского правительства. По сравнению с этим, давление, пущенное ими в ход в трудовых спорах, является крохотным. Эта власть стала видна ещё более ясно в 1976 году, когда Международный валютный фонд добился сокращения наших расходов на социальные нужды. Эти уроки привели меня к выводу, что Великобританией только поверхностно управляют члены парламента и избиратели, которые выбирают их. Парламентская демократия, по правде, процесс едва ли больший, чем просто средство обеспечения периодического изменения в руководстве, которому просто позволяют осуществлять контроль над системой, которая остается в целом невредимой. Если британские люди когда-либо начнут спрашивать себя, какой властью они действительно обладают при нашей политической системе, то они будут поражены, когда обнаружат, как мала их власть, и может быть тогда появится некая новая форма Чартизма.— 
Философия Бенна состояла из синдикализма, экономического планирования, большей демократии в структурах Лейбористской партии и соблюдении решений Партийной конференции Партийного руководства; он сильно критиковался в «правой» прессе, и его враги заявляли, что если Бенн возглавит лейбористское правительство, то осуществит в Англии развитие на манер восточно-европейского социализма. И наоборот, Бенн все более нравился активистам и рядовым членам Лейбористской партии. Опрос делегатов на лейбористской конференции 1978 года показал, что большинство поддерживало Бенна как лидера своей партии.
Он публично поддерживал партию Sinn Féin и объединение Ирландии, хотя в 2010 году предложил лидерам Sinn Féin выставить кандидатуры в британский парламент. Партия Sinn Féin заявила, что, сделав это, они формально поддержали бы британскую оккупацию Северной Ирландии, и что конституция Sinn Féin препятствует тому, чтобы её участники заседали в любом созданном британцами учреждении.
В 1974 году Бенн стал министром промышленности во втором кабинете Гарольда Вильсона, а затем занял пост министра энергетики в кабинете Джеймса Каллагана. Но после поражения лейбористов на выборах в 1979 году он вступил в ожесточённую борьбу с Денисом Хили за место заместителя лидера Лейбористской партии, которая привела к расколу партии на левое и правое крыло.

### В оппозиции
В программной речи на Конференции лейбористской партии в 1980 году Бенн обрисовывал в общих чертах то, что, по его мнению, должно сделать следующее лейбористское правительство «в течение нескольких дней»: распределить полномочия по национализации промышленности, установить контроль за капиталом, осуществить индустриальную демократию; «в течение первых недель» возвратить все полномочия из Брюсселя в Вестминстер, и затем отменить Палату Лордов. Бенн сорвал бурные аплодисменты аудитории. В 1981 году он едва не стал заместителем главы партии.
После попытки Аргентины силой вернуть Фолклендские острова путём ввода войск в апреле 1982 года, Бенн утверждал, что спор должен быть улажен Организацией Объединённых Наций и что британское правительство не должно посылать войска для возвращения островов. Но войска послали, и Фолклендские острова скоро вернулись под британский контроль. В последующих дебатах в палате общин требование Бенна на «полный анализ затрат человеческих жизней, оборудования и денег в этой трагической и ненужной войне» было отклонено Маргарет Тэтчер, которая, очевидно не имея представления, что Бенн служил во время Второй мировой войны и защищал Англию в качестве военного пилота, заявила, что «он бы не имел возможности наслаждаться свободой слова, если люди не воевали за него».
Бенн был сторонником забастовок британских шахтёров (1984—1985) и своего давнишнего друга, лидера Национального союза шахтёров Великобритании, Артура Скаргилла. Некоторые горняки, однако, полагали, что реформы промышленности Бенна 1977 года вызвали проблемы во время забастовки, что они привели к огромным различиям в заработной плате и к недоверию между шахтёрами различных областей.
В июне 1985 года Бенн предложил «Закон об Амнистии Шахтеров» в Палате общин, который обеспечил амнистию всем шахтёрам, заключённым в тюрьму во время забастовки.
Он был также одним из очень немногих членов британского парламента, который не поддержал войну НАТО против Сербии (Косовская война). В 1991 году он предложил упразднить английскую монархию с тем, чтобы Британия стала «демократическим, федеральным и светским Содружеством наций»; по сути он предложил республику с конституцией. Его предложение было прочитано в парламенте неоднократно, но никогда не достигало второго чтения. Он описал свои предложения в книге «Здравый смысл: Новая Конституция для Великобритании»,Common Sense: A New Constitution for Britain.

### Уход из парламента и последующая жизнь

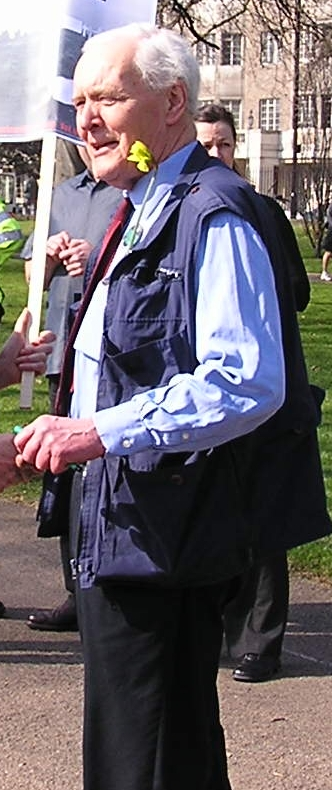
Тони Бенн присоединяется к мартовским антивовенным демонстрациям 2005 года

Тони Бенн не участвовал в выборах в парламент Соединённого Королевства 2001 года, так как хотел «проводить больше времени, занимаясь политикой», как он выразился. Наряду с Эдвардом Хитом Бенн получил от спикера привилегию использовать Библиотеку Палаты общин. Вскоре после его отставки к нему обратилась политическая антивоенная коалиция Stop the War и попросила стать её президентом. Он принял это предложение, таким образом став ведущей фигурой британской оппозиции Иракской войне. Бенн активно критиковал участие армии Великобритании в войнах в Ираке и Афганистане, и называл их «империалистическими». В феврале 2003 года он поехал в Багдад, чтобы снова встретиться и взять интервью у Саддама Хуссейна. Интервью показали по британскому телевидению.. Бенн также высказывал своё мнение на антивоенных протестах в феврале 2003 в Лондоне, организованных Stop the War, на который пришли более миллиона человек. В феврале 2004 и 2008 годов его переизбирали на пост вице-президента коалиции Stop the War.
В июне 2005 году Бенн был участником публичной дискуссии на телеканале BBC One в спецвыпуске программы «Время вопросов». Специальный выпуск был полностью сработан и отредактирован съемочной группой детей школьного возраста, отобранной на соревновании Би-би-си.
21 июня 2005 года Бенн представил программу про демократию на британском Channel 5, показав своё «левое» представление о демократии, как средства передачи власти от «бумажника до избирательного бюллетеня». Он утверждал, что традиционные социальные демократические ценности находятся под угрозой во все более и более глобализованном мире, в которых самые влиятельные учреждения, такие как Международный валютный фонд, Всемирный банк и Европейская комиссия (кабинет министров ЕС) состоят из никем никогда неизбранными и необъяснимо откуда взявшимися людьми, не несущими абсолютно ниникакой ответственности перед народом, жизни которого они ежедневно затрагивают.

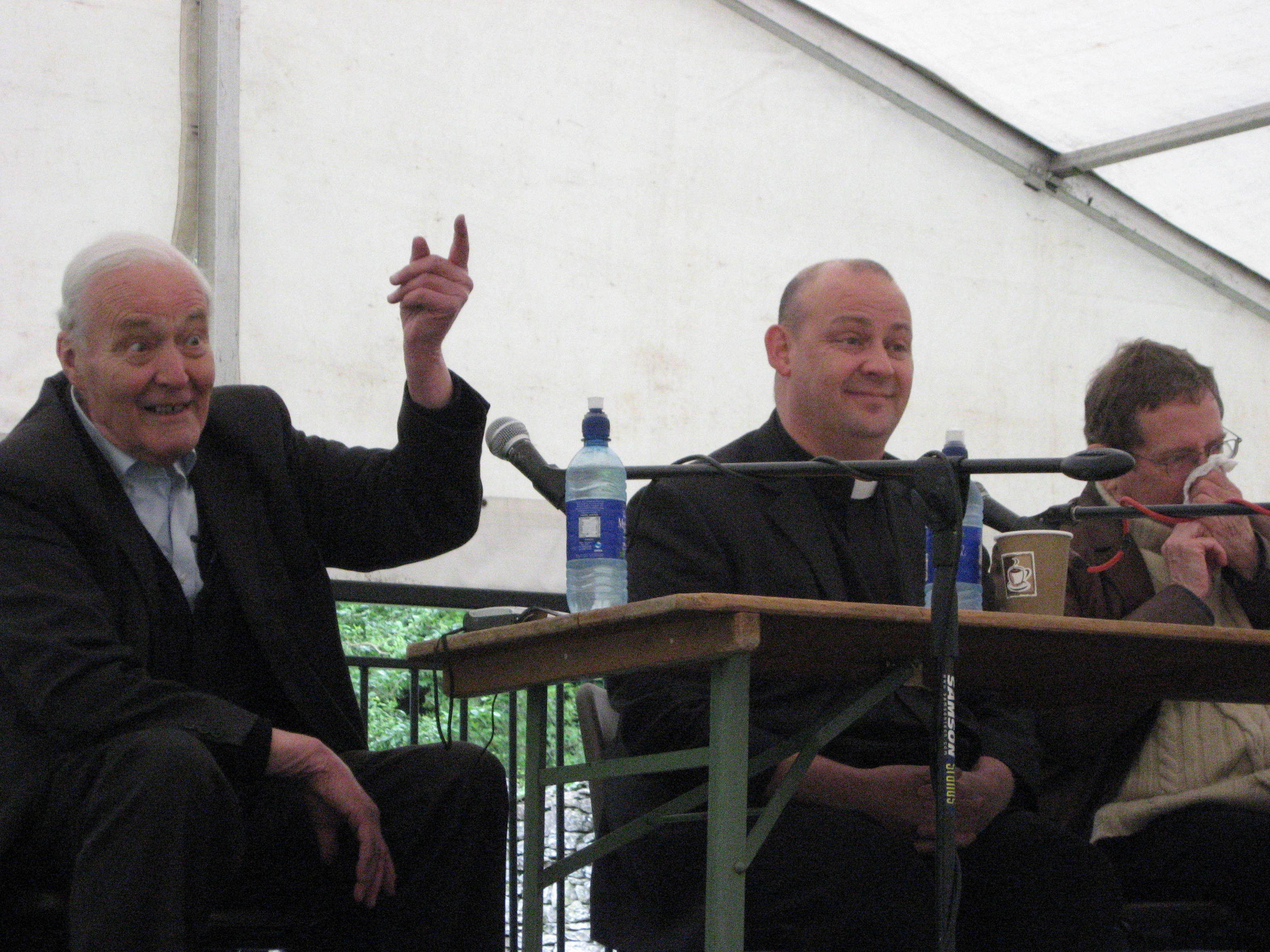
Tony Benn и Giles Fraser выступают на Дне Левеллеров, Burford, 17 May 2008

В списке, составленном журналом «New Statesman» в 2006 году он был признан двенадцатым в списке «Героев нашего времени».

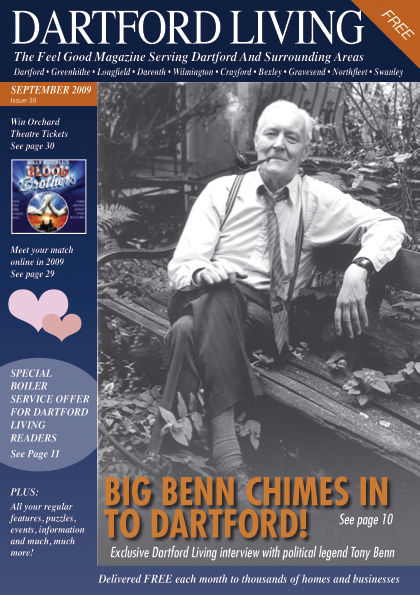
Бенн на обложке журнала «Dartford Living», сентябрь 2009

На Конференции Stop the War в 2009 году он описал войны в Ираке и Афганистане как «империалистические войны» и, размышляя, являются ли повстанцы фактически борцами за свободу, сравнил их с British Dad's Army (как называли британскую армию во время Второй мировой войны). «Если в Вашу страну вторгаются, Вы имеете право на самооборону, и эта идея, что люди в Ираке и Афганистане, которые сопротивляется вторжению, являются воинственными мусульманскими экстремистами, является абсолютно наглой ложью. Я присоединился к British Dad’s Army, когда мне было шестнадцать лет, и если бы немцы тут высадились, я говорю Вам, я бы взял и штык, и винтовку, и револьвер, и если бы я видел, что немецкий офицер сидит за столом и обедает, то я бросил бы в него гранату через окно. Я был бы борцом за свободу или террористом?»
Также, Бенн активно занялся публицистикой и написанием политических мемуаров. Последний из девяти томов его политического дневника был опубликован в октябре 2013 года.
Тони Бенн скончался 14 марта 2014 на 88-м году жизни в своём доме в Лондоне. В заявлении его дети Стивен, Хиллари, Мелисса и Джошуа сообщили, что Тони Бенн скончался в своей постели рано утром в окружении своей семьи. На его смерть откликнулись видные политические деятели Великобритании. Лидер Лейбористской партии Эд Милибэнд назвал Тони Бенна «канонической фигурой нашего времени» и символом нашей эпохи, сказав, что
Его будут помнить как защитника угнетенных, великого парламентария и левого политика. Он верил в силу общественных движений и мобилизовывал своих сторонников на борьбу за принципы, в которые он верил, зачастую немодные принципы. В мире политики, который часто слишком узок, он был выразителем больших идей о нашей стране и о мире.
Премьер-министр Великобритании Дэвид Кэмерон сказал, что
Он был прекрасным писателем, оратором, автором дневников и общественным деятелем. Мне никогда не было скучно его слушать, хотя соглашался я с ним далеко не всегда.